# Adobe LiveCycle Designer
Adobe LiveCycle Designer es una herramienta de auditoría de formulario publicada por Adobe Systems para renderizar archivos PDF o HTML a partir de formularios XML.

## Características
- Los diseños de formularios están estructurados con una estructura jerárquica que puede ser convertida a XML. Esta estructura puede incluir un esquema XML y archivos XML de ejemplo.
- Los formularios pueden ser grabados como archivos PDF o XDP. Los archivos XDP son usados por Adobe LiveCyle Form Server para renderizar archivos PDF o HTML.
- Los formularios PDF hechos en Designer pueden ser dinámicos o interactivos. Como en Designer 7.0, las características de dinamismo de estos formularios PDF pueden ser manipuladas por Adobe Form Server durante el proceso de renderizado o por el cliente Adobe Acrobat/Acrobat Reader durante la vista.
- Permite embeber javascript dentro del formulario, permitiendo cambios en el diseño o la comunicación con diversas fuentes de datos (SOAP, OLEDB).
- Además de Javascript, Designer incluye un lenguaje de script propietario llamado FormCalc, diseñado para ser un sencillo lenguaje para usuarios familiarizados con hojas de cálculo.

## Limitaciones
- Para poder ver formularios PDF hechos con Designer se requiere Adobe Acrobat/Acrobat Reader 6.0.2 o superior.
- Los formularios no se pueden editar con Adobe Acrobat, solo se pueden visualizar.
- Algunas características dependen de la activación de ‘user rights’ a través del producto Adobe LiveCycle Reader Extensions.
- Acrobat es capaz de hacer formularios desde la versión 3.0 y hay herramientas de terceros que pueden trabajar con ellos. Los formularios creados con Desinger son generalmente incompatibles con este tipo de herramientas. Los propietarios de Acrobat 7.0 Professional tienen una opción para crear acroforms directamente o usar un paquete (para Microsoft Windows) para diseñar formularios XFA.
- Cuando un objeto del formulario está asociado a un nodo XML, el valor solo se puede extraer una vez. Si varios objetos comparten el mismo padre, solo el primero recibirá el valor cuando el formulario sea procesado.
- Hay limitaciones en la habilidad de Designer para interpretar HTML y mostrarlo en un formulario; Designer no puede manejar algunas etiquetas, incluyendo listas ordenadas, listas desordenadas y tablas.
- LiveCycle Designer 7.0 no permite realizar muchas tareas consideradas simples y frecuentes como añadir un archivo PDF existente o una páginas PDF a un formulario creado con Designer 7.0.